# Saison 1981-1982 de la LHJMQ
Saison précédente Saison suivante
La saison 1981-1982 est la treizième saison de hockey sur glace de la Ligue de hockey junior majeur du Québec. Les Castors de Sherbrooke remportent la Coupe du président en battant en finale les Draveurs de Trois-Rivières. 

## Contexte
Les champions de la Coupe Memorial et de la LHJMQ, les Royals de Cornwall quittent la ligue pour rejoindre les rangs de la Ligue de hockey de l'Ontario. La ligue est réduite à neuf équipes et dissout les divisions. Les Éperviers de Sorel déménagent à Granby et deviennent les Bisons de Granby.

## Saison régulière

### Classement
| Clt | Équipe                     | PJ | V  | D  | N | BP  | BC  | Pts |
| --- | -------------------------- | -- | -- | -- | - | --- | --- | --- |
| 1   | Castors de Sherbrooke      | 64 | 42 | 20 | 2 | 392 | 265 | 86  |
| 2   | Olympiques de Hull         | 64 | 41 | 21 | 2 | 343 | 260 | 84  |
| 3   | Junior de Montréal         | 64 | 40 | 22 | 2 | 311 | 247 | 82  |
| 4   | Draveurs de Trois-Rivières | 64 | 37 | 26 | 1 | 383 | 301 | 75  |
| 5   | Cataractes de Shawinigan   | 64 | 35 | 27 | 2 | 349 | 278 | 72  |
| 6   | Saguenéens de Chicoutimi   | 64 | 31 | 31 | 2 | 296 | 310 | 64  |
| 7   | Voisins de Laval           | 64 | 30 | 33 | 1 | 298 | 326 | 61  |
| 8   | Bisons de Granby           | 64 | 14 | 49 | 1 | 271 | 454 | 29  |
| 9   | Remparts de Québec         | 64 | 11 | 52 | 1 | 192 | 394 | 23  |

- En gras : champion de la saison régulière
- En italique : qualifié pour les séries

### Meilleurs pointeurs
| Joueur            | Équipe         | PJ | B  | A   | Pts | Pun |
| ----------------- | -------------- | -- | -- | --- | --- | --- |
| Claude Verret     | Trois-Rivières | 64 | 54 | 108 | 162 | 14  |
| Pierre Rioux      | Shawinigan     | 57 | 66 | 86  | 152 | 50  |
| John Chabot       | Sherbrooke     | 62 | 34 | 109 | 143 | 40  |
| Claude Drouin     | Trois-Rivières | 62 | 48 | 82  | 130 | 51  |
| Jacques Sylvestre | Granby         | 63 | 51 | 69  | 120 | 44  |
| Norman Lefrançois | Trois-Rivières | 56 | 45 | 71  | 116 | 154 |
| Luc Dufour        | Chicoutimi     | 62 | 55 | 60  | 115 | 94  |
| Jean Gauthier     | Hull           | 64 | 53 | 61  | 114 | 50  |
| Éric Bernier      | Chicoutimi     | 64 | 43 | 66  | 109 | 63  |
| Pierre Sévigny    | Trois-Rivières | 63 | 22 | 86  | 108 | 107 |
| Daniel Campeau    | Sherbrooke     | 64 | 58 | 50  | 108 | 4   |

## Séries éliminatoires
Les séries sont composées d'un 1er tour sous forme d'un championnat, appelé round-robin, ou tournoi à la ronde au Québec, avec les huit premières équipes de la saison régulière. Les quatre meilleures franchises du classement sont qualifiées pour les demi-finales des séries éliminatoires. 

### Premier tour
| Clt | Équipe                     | PJ | V  | D  | BP | BC  | Pts |
| --- | -------------------------- | -- | -- | -- | -- | --- | --- |
| 1   | Voisins de Laval           | 14 | 10 | 4  | 68 | 72  | 20  |
| 2   | Castors de Sherbrooke      | 14 | 9  | 5  | 79 | 57  | 18  |
| 3   | Saguenéens de Chicoutimi   | 14 | 9  | 5  | 73 | 65  | 18  |
| 4   | Draveurs de Trois-Rivières | 14 | 8  | 6  | 65 | 66  | 16  |
| 5   | Olympiques de Hull         | 14 | 7  | 7  | 79 | 52  | 14  |
| 6   | Cataractes de Shawinigan   | 14 | 7  | 7  | 77 | 61  | 14  |
| 7   | Juniors de Montréal        | 14 | 5  | 9  | 46 | 61  | 10  |
| 8   | Bisons de Granby           | 14 | 1  | 13 | 53 | 106 | 2   |

- En italique : qualifié pour les demi-finales

### Tableau final
|  | Demi-finales      | Demi-finales      |            |   | Finale            | Finale            |
|  | Demi-finales      | Demi-finales      |            |   | Finale            | Finale            |
|  |                   |                   |            |   |                   |                   |
|  | Du 11 au 18 avril | Du 11 au 18 avril |            |   | Du 25 au 30 avril | Du 25 au 30 avril |
|  | Du 11 au 18 avril | Du 11 au 18 avril |            |   | Du 25 au 30 avril | Du 25 au 30 avril |
|  | Sherbrooke        | 4                 |            |   | Du 25 au 30 avril | Du 25 au 30 avril |
|  | Sherbrooke        | 4                 |            |   | Du 25 au 30 avril | Du 25 au 30 avril |
|  | Laval             | 0                 |            |   | Du 25 au 30 avril | Du 25 au 30 avril |
|  | Laval             | 0                 | Sherbrooke | 4 |                   |                   |
|  | Du 11 au 22 avril |                   | Sherbrooke | 4 |                   |                   |
|  |                   | Trois-Rivières    | 0          |   |                   |                   |
|  | Trois-Rivières    | Trois-Rivières    | 0          | 4 |                   |                   |
|  | Trois-Rivières    |                   |            | 4 |                   |                   |
|  | Chicoutimi        | 2                 |            |   |                   |                   |
|  | Chicoutimi        | 2                 |            |   |                   |                   |

## Équipes d'étoiles
La ligue sélectionne trois équipes d'étoiles.

### Première équipe
- Gardien de but : Roberto Romano, Olympiques de Hull
- Défenseur gauche : Paul-André Boutilier, Castors de Sherbrooke
- Défenseur droit : Michel Petit, Castors de Sherbrooke
- Ailier gauche : Luc Dufour, Saguenéens de Chicoutimi
- Centre : John Chabot, Sherbrooke et Claude Verret, Draveurs de Trois-Rivières
- Ailier droit : Pierre Rioux, Cataractes de Shawinigan
- Entraîneur : Jean Lachapelle, Olympiques de Hull

### Deuxième équipe
- Gardien de but : Mario Gosselin, Cataractes de Shawinigan
- Défenseur gauche : Taras Zytynsky, Junior de Montréal
- Défenseur droit : Bill Campbell, Junior de Montréal
- Ailier gauche : Normand Lefrançois, Trois-Rivières
- Centre : Jacques Sylvestre, Bisons de Granby
- Ailier droit : Sean McKenna, Castors de Sherbrooke
- Entraîneur : Pierre Creamer, Junior de Montréal

### Troisième équipe
- Gardien de but : Jeff Barratt, Junior de Montréal
- Défenseur gauche : Pierre Sévigny, Trois-Rivières
- Défenseur droit : Doug Baran, Voisins de Laval
- Ailier gauche : Sylvain Turgeon, Olympiques de Hull
- Centre : Claude Drouin, Draveurs de Trois-Rivières
- Ailier droit : Jean-Marc Gaulin, Olympiques de Hull
- Entraîneur : André Boisvert, Castors de Sherbrooke

## Trophées
Trois récompenses collectives et dix individuelles sont décernées.

### Récompenses collectives
- Coupe du président (champions des séries éliminatoires) : Castors de Sherbrooke
- Trophée Jean-Rougeau (champions de la saison régulière) : Castors de Sherbrooke
- Trophée Robert-Lebel (meilleure moyenne de buts encaissés) : Junior de Montréal

### Récompenses individuelles
- Trophée Jean-Béliveau (meilleur pointeur) : Claude Verret, Draveurs de Trois-Rivières
- Trophée Jacques-Plante (meilleure moyenne de buts encaissés) : Jeff Barratt, Junior de Montréal
- Trophée Michel-Bergeron (meilleur recrue offensive) : Sylvain Turgeon, Olympiques de Hull
- Trophée Frank-J.-Selke (joueur le plus gentilhomme) : Claude Verret, Draveurs de Trois-Rivières
- Trophée Michel-Brière (meilleur joueur) : John Chabot, Castors de Sherbrooke
- Trophée Émile-Bouchard (meilleur défenseur) : Paul-André Boutilier, Castors de Sherbrooke
- Trophée Guy-Lafleur (meilleur joueur des séries éliminatoires) : Michel Morissette, Castors de Sherbrooke
- Trophée Michael-Bossy (meilleur espoir) : Michel Petit, Castors de Sherbrooke
- Trophée Raymond-Lagacé (meilleur recrue défensive) : Michel Petit, Castors de Sherbrooke
- Trophée Marcel-Robert (meilleur étudiant) : Jacques Sylvestre, Bisons de Granby